# Enima
Enima, de son vrai nom Samir Slimani, est un rappeur et chanteur algérien ayant grandi et « résident permanent » à Montréal au Québec. né le 11 janvier 1993 à Tébessa (Algérie). Il se fait connaître avec sa parution du remix Power en 2016. 
Des singles comme Gonflé, 92i Veyron, Ferrari, Oh oui et Cette nuit ont aussi permis au rappeur de se faire connaitre à Montréal. C'est avec les albums MMS vol 1, 1.5 et Éclipse qu'il se fera connaitre nationalement, au Québec et en France.

## Biographie

### Arrivée au Canada et Jeunesse
Samir Slimani nait le 11 janvier 1993 à Tébessa en Algérie, il émigre au Canada en 2003 à l'âge 10 ans. Il grandit dans le quartier Saint-Léonard de Montréal. Le 23 juillet 2004, alors âgé de 11 ans, il devient résident permanent du Canada en tant que personne à charge de son père qui est admis au Canada à titre de travailleur qualifié[réf. souhaitée]. Le rappeur algérien n’a toutefois jamais eu sa citoyenneté canadienne.
Il aurait commencé à flirter avec la criminalité en volant une paire de chaussures. De fil en aiguille, ses écarts de conduite le placent en centre d'accueil. Son premier délit le voit se faire expulser de l'école Antoine de Saint-Exupéry. Il se fait envoyer à une école à Pointe-aux-Trembles, fréquentant ainsi d'autres délinquants.

## Controverses

### Antécédents criminels
Durant son adolescence, il cumule plusieurs infractions criminelles pour lesquelles il écope de diverses peines de détention sous surveillance dans la collectivité. Il continue d'accumuler les condamnations criminelles à l'âge adulte. 
Le 5 novembre 2013, il se voit condamner à 3 mois de détention, suivi d'une probation de 2 ans pour possession de biens criminellement obtenus dont l'évaluation dépasse $5000,00 CAD. À la suite de cette condamnation, le 7 janvier 2014, un rapport au terme de la Loi sur l'immigration et la protection des réfugiés est déféré à la section de l'immigration (SI). Le 24 janvier 2014, la SI le déclare interdit du territoire pour grande criminalité et émet une mesure d'expulsion. Alors détenu, Enima est remis en liberté après l'enquête, sous plusieurs conditions, moyennant une caution de $500,00 CAD. Il porte la décision en appel et obtient un sursis pour des motifs humanitaires. Le sursis accordé à Enima lui permet de rester au pays sous réserve de 18 conditions, dont l'obligation de se présenter dans un poste de police une fois par mois et de suivre une thérapie sur la violence conjugale et familiale.
Il cessera de respecter ses conditions en juin 2019 alors qu'il est en cavale en Algérie, ce qui lui vaudra l'annulation de sa résidence permanente au Canada.

### Proxénétisme, voies de fait et possession d'une arme à feu
Le 7 avril 2017, le rappeur est arrêté à Montréal par l'escouade Éclipse du SPVM à la demande de la police régionale de Peel (Brampton, Ontario) sous une série d'accusations émises en 2016, relativement à des infractions qui auraient été commises à l'automne 2015. Les accusations visent la prise d'otage, le proxénétisme, la séquestration et l'obtention de services sexuels moyennant rétribution. Il sera acquitté de ses accusations jeudi, le 26 avril 2018.
En août 2017, il est appréhendé à Montréal dans un logement sur Gouin avec Ayoub Lakehal et Pamela Thomassin possédant une arme à feu et des munitions,. Il est acquitté de l'accusation de possession d'une arme à feu prohibée,, car Madame Pamela Thomassin plaide coupable en automne 2018. Elle est condamnée pour 90 jours de prison de façon discontinue, d'une probation de 2 ans, suivie de 240 heures de travaux communautaires.

### Scandale avec Ludivine Reding
En mai 2019, son passage au Festival Metro Metro, sème la controverse, lorsque l'actrice Ludivine Reding publie une photo en sa compagnie.
L'actrice est connue pour avoir joué le rôle d'une jeune fille prostituée par un proxénète dans la série télévisée Fugueuse, alors qu'Enima a lui-même fait l'objet de diverses accusations liées au proxénétisme en Ontario.
Ludivine Reding s'excuse publiquement et supprime la publication dans laquelle elle apparaît avec le rappeur montréalais,,. De son côté, Enima se justifie en mettant en note qu'il avait été acquitté des différentes charges reliant aux proxénétismes par "UN VRAI JUGE" et qu'il ne comprend pas pourquoi Ludivine est dans le tort. Au fil des temps, il réitère toujours son attirance pour l'actrice, en plus de lui faire référence dans les chansons Dieu Merci, Cullinan et DZ d'Amérique.

### Fusillade et expulsion du pays
En juin 2019, la police de Toronto lance un mandat d’arrêt, contre le rappeur, concernant la fusillade à Etobicoke, en Ontario, où on le soupçonne d'avoir tiré sur un homme et de lui avoir infligé de graves blessures. Apparemment, le 16 juin 2019, 2 personnes étaient impliquées dans une bataille dans un stationnement du 33 Shore Breeze Drive et Enima aurait fait coup de feu comme signe de lâcheté.
Constatant le non-respect des obligations liées à son sursis et le non-respect de sa démarche de réhabilitation, en 2020, le Tribunal de l'immigration annule le sursis qui lui permettait de rester au pays, révoquant par le fait-même son statut de résident permanent au Canada. Il est donc interdit pour Enima de revenir au Canada.
Le rappeur prétend s'être rendu en Algérie pour visiter sa grand-mère. Puisque le pays du Maghreb ne possède pas de traité d'extradition avec le Canada, il n’était pas tenu de livrer le fugitif aux autorités canadiennes,. Depuis, il vit en Espagne pour continuer sa carrière musicale.
En décembre 2022, MMS record (maison de disque d'Enima) est signée avec Capitol records, le label français d'Universal Music Group.
En 2023, Music Canada lui retire ses deux disques d’or,, en raison du fait qu'il soit un fugitif recherché.